# Kwakta
Kwakta is een nagar panchayat (plaats) in het district Bishnupur van de Indiase staat Manipur. 

## Demografie
Volgens de Indiase volkstelling van 2001 wonen er 7.958 mensen in Kwakta, waarvan 50% mannelijk en 50% vrouwelijk is. De plaats heeft een alfabetiseringsgraad van 63%. 